# Benjani Mwaruwari
Benjamin Mwaruwari, eller bara Benjani, född 13 augusti 1978 i Harare i Zimbabwe är en zimbabwisk före detta fotbollsspelare (anfallare). Hans föräldrar är malawiska, men han växte upp i Zimbabwe och spelade för Zimbabwes landslag 1998-2010.
På nyakyusa (språk i södra Tanzania och norra Malawi) blir hans namn Mwaluwali, men skrivs Mwaruwari eftersom shonaspråket använder R istället för L, då det senare inte finns i deras alfabet. I Zimbabwe kallas han för "begravningsentreprenören" för hans förmåga att "begrava" motståndarlagen.

## Tidiga karriären
Mwaruwari spelade först för Lulu Rovers och Zimbabwes universitet i Zimbabwes andradivision och Air Zimbabwe Jets i högstadivisionen 1999. Han flyttade snart till sydafrikanska fotbollsklubben Jomo Cosmos där han spelade 1999–2001 och träffade sin mentor Nwankwo Kanu efter att ha imponerat i vänskapsmatchen mellan Zimbabwe och Sydafrika som spelades för att fira Sydafrikas nye president Thabo Mbeki. Zimbabwe vann med 1–0 på FNB Stadium tack vare Mwaruwaris mål.
År 2001 utsågs han till årets spelare i Sydafrika tillsammans med Kanu, trots att han bara spelade i Sydafrikas högstadivision under andra halvan av säsongen.

## Europakarriären
Mwaruwari flyttade till Grasshopper-Club Zürich i Schweiz på lån under 2001/2002 och var snart på väg tillbaka till Afrika då Guy Roux gav honom chansen att provspela för franska AJ Auxerre 2002. Mwaruwari fick en bra start i Djibril Cissés lediga position och blev skyttekung i Ligue 1. Roux provade aldrig att spela med både Cissé och Mwaruwari såg sig snart som överflödig under ledning av den nye tränaren Jacques Santini då han började använda 4–5–1-formation.
Den 5 januari 2006 skrev Mwaruwari kontrakt med engelska Portsmouth FC till priset av £4,1 miljoner. Anledningen till att Harry Redknapp tog sig an Mwaruwari ska ha varit att Arsène Wenger rekommenderade honom.
Övergången fick dock uppmärksamhet av helt andra skäl, då det var en av övergångarna som togs upp i januari 2006 som handlade om korruption inom engelsk fotboll.

## Portsmouth
Mwaruwari fick det svårt under sin första tid i den engelska ligan och gjorde inte mål på de första 14 matcherna. Det första målet kom 29 april 2006 i en 2–1-vinst mot Wigan.
Mwaruwari har kritiserats av vissa p.g.a. hans bristande i målgörandet, medan andra pekar på hans känsla för spelet och kämpaglöd. Han gjorde sammanlagt sex mål under säsongen 2006/2007 och gjorde nästföljande säsong mål i de två första matcherna, ett av dem mot Manchester United på bortaplan. Den 29 september gjorde han ett hat-trick i deras 7–4-vinst över Reading FC – en match som slog rekord i antal mål på en och samma match den säsongen. Efter Portsmouths möte med Wigan den 20 oktober ledde han den engelska skytteligan.
Mwaruwari förbjöds av tränaren Redknapp att slå några fler straffsparkar efter att ha missat en straff i andra halvlekens övertidsminuter i en hemmamatch mot West Ham.
I juni 2010 meddelade Manchester City på sin officiella hemsida att de sagt upp Benjanis kontrakt med klubben.

## Landslaget
Mwaruwari är för närvarande Zimbabwes lagkapten efter att Peter Ndlovu slutade efter African Nations Cup 2006. Han är den tredje zimbabwiern att spela i engelska Premier League, efter just Ndlovu och målvakten Bruce Grobbelaar. År 2003 blev han den första zimbabwiern att göra mål i Champions League.
Under African Nations Cup 2006 var det Mwaruwari som betalade för landslagets boende i Frankrike när de förberedde sig för mästerskapet.

### Fotnoter
1. ↑  ”Portsmouth sign striker Mwaruwari”. BBC. 6 januari 2006. http://news.bbc.co.uk/sport1/hi/football/teams/p/portsmouth/4586280.stm. Läst 19 januari 2008.
2. ↑  ”Portsmouth laud hero Mwaruwari”. BBC. 30 april 2006. http://news.bbc.co.uk/sport2/hi/football/africa/4959882.stm. Läst 19 januari 2008.
3. ↑  ”Harry blast for striker Benjani”. Eurosport. 18 oktober 2007. http://uk.eurosport.yahoo.com/28102007/1/harry-blast-striker-benjani.html. Läst 19 januari 2007.[död länk]
4. ↑  ”Out of contract senior trio leave Blues”. mcfc.co.uk. Arkiverad från originalet den 29 maj 2016. https://web.archive.org/web/20160529101133/http://www.mcfc.co.uk/News/Team-news/2010/June/Out-of-contract-trio-leave-Blues. Läst 12 augusti 2010.